# Erythrogonia kokomona
Erythrogonia kokomona är en insektsart som beskrevs av Medler 1963. Erythrogonia kokomona ingår i släktet Erythrogonia och familjen dvärgstritar. Inga underarter finns listade i Catalogue of Life.